# Délio Cesar Leal
Delio Cesar Leal (Paracambi, 28 de fevereiro de 1947) ou simplesmente Delio Leal é um político brasileiro. Ex-prefeito de Paracambi, em 1990 foi eleito deputado estadual pelo Rio de Janeiro.
Era secretário estadual quando reassumiu mandato de deputado estadual em 2004, após a morte de Albano Reis, do qual era suplente.